# Wilhelm Richter
Wilhelm Richter (17 septembre 1892 - 4 février 1971) est un Generalleutnant de la Wehrmacht pendant la Seconde Guerre mondiale. Il est surtout connu pour avoir commandé la 716e division d'infanterie lors du débarquement de Normandie en juin 1944.

## Biographie

### Jeunesse et Première Guerre mondiale
Wilhelm Richter est le fils de Georg Richter (de), maire d'Hirschberg (aujourd'hui Jelenia Góra) et ensuite de Francfort-sur-l'Oder. Il s'engage le 7 mars 1913 dans l'armée prussienne en tant que porte-drapeau. Il est affecté à la 2e batterie du 55e régiment d'artillerie de campagne à Naumbourg.,.
Au déclenchement de la Première Guerre mondiale, Richter est lieutenant. Il sert pendant tout le conflit dans divers régiments d'artillerie sur le front de l'Est, où il est blessé et décoré plusieurs fois.

### Entre-deux-guerres
Après la fin de la guerre, Wilhelm Richter sert brièvement dans un corps franc avant d'être intégré à la Reichswehr en octobre 1919, dans laquelle il retrouve un poste dans un régiment d'artillerie. Il reste dans l'armée de la République de Weimar pendant toute la période d'entre-deux-guerres, occupant divers postes d'état-major dans des régiments d'artillerie.
Le 19 octobre 1929, Wilhelm Richter épouse Anna Katharina Petersen, née Petersen, de douze ans et demi sa cadette et divorcée d'un premier mariage. En octobre 1930, il est victime d'une chute de cheval qui entraîne de graves hémorragies postopératoires en mars et avril 1931. Richter est donc mis au repos pour l'essentiel de l'année.
Avec l'arrivée au pouvoir des nazis, Wilhelm Richter est promu Major et affecté à un nouveau régiment d'artillerie en garnison à Rendsburg. Le 1er octobre 1936, il est promu lieutenant-colonel et commande un bataillon du 30e régiment d'artillerie de Rendsburg.  

### Seconde Guerre mondiale
Le 10 mars 1939, il prend la tête du 30e régiment d'artillerie, et est promu colonel (le grade normal d'un commandant de régiment) le 1er août 1939. Au sein de la 30e division d'infanterie, Wilhelm Richter dirige son régiment au cours de la campagne de Pologne, puis de la bataille de France. 
Au début de l'été 1941, il est engagé avec son régiment dans le secteur nord du front de l'Est avant d'être affecté le 20 septembre 1941 à un poste d'état-major au commandement du 34e corps d'armée. Début juillet 1942, Wilhelm Richter est affecté comme officier d'artillerie à l'état-major du 39e corps de blindés. Au cours du mois de juillet, Richter commande efficacement un Kampfgruppe de la taille d'une division, ce qui entraîne un avis favorable du Generaloberst Heinrich von Vietinghoff-Scheel pour le promouvoir général de division. Après une période de formation, Wilhelm Richter remplace temporairement le commandant de la 4e division de campagne de la Luftwaffe sur le front de l'Est en février 1943. Il est promu Generalmajor et conserve le commandement de la division jusqu'au 31 mars 1943. Le lendemain, Wilhelm Richter est affecté au commandement de la 716e division d'infanterie, une division statique du Mur de l'Atlantique, en Normandie,.
Le 20 avril 1944, Richter est promu Generalleutnant. Lors du débarquement du 6 juin 1944, sa division est en première ligne face aux forces britanniques et canadiennes débarquant sur Juno et Sword Beach ainsi que contre les parachutistes britanniques de l'opération Tonga. Au cours des violents combats qui s'ensuivent, la 716e division perd 60% de ses effectifs en moins de 10 jours. Le 12 août 1944, Wilhelm Richter est relevé du commandement de la division mais le reprend rapidement, le 3 septembre. Le 1er octobre 1944, il se trouve avec sa division entre Épinal et Le Tholy. Le 30 décembre, Wilhelm Richter est transféré dans la réserve du haut commandement de la Wehrmacht, avant d'être envoyé le 20 janvier 1945 prendre le commandement de la 14e division de campagne de la Luftwaffe en Norvège.
Il reste à la tête de cette unité jusqu'à la fin de la guerre, où il est capturé par les Alliés (il sera libéré en 1948).

### Après-guerre
Wilhelm Richter meurt à Rendsburg, le 4 février 1971, à l'âge de 78 ans.